# Cuore (romanzo)
Cuore è un romanzo per ragazzi scritto da Edmondo De Amicis a Torino, strutturato a episodi separati e pubblicato, per la prima volta, dalla casa editrice milanese Treves nel 1886. Il libro ha la forma di un diario fittizio di un ragazzo di terza elementare che racconta lo svolgersi del proprio anno scolastico 1881-1882 dal 17 ottobre al 10 luglio: ogni capitolo riporta la data del giorno e un titolo riferito al tema trattato. L'autore ha ambientato il suo racconto nella Scuola elementare Boncompagni di Torino.
Il libro ebbe enorme successo tra il pubblico sia in Italia sia all'estero con numerosissime ristampe e traduzioni. Il libro ha «ispirato oltre trenta tra scritture e rifacimenti», in più a tutte le opere di ogni genere ispirate a esso.
Così l'autore presentava la propria opera:
(Edmondo De Amicis - Dedica dell'autore)

## Struttura e trama
L'opera è ambientata in una scuola elementare della Torino d'età umbertina, fra il 17 ottobre 1881 e il 10 luglio 1882. Il libro è strutturato in tre filoni: il diario di un ragazzo di famiglia borghese, Enrico Bottini, che riporta sulla pagina in prima persona episodi e personaggi della sua classe; il filone epistolare, cioè le lettere che i genitori e la sorella maggiore scrivono a Enrico; infine il filone narrativo, coi famosi «racconti mensili» del maestro elementare su varie storie, sempre interpretate da fanciulli.
A ogni mese corrisponde un capitolo, in cui il diario di Enrico è intervallato da appunti dei familiari (padre e madre, solo una volta la sorella maggiore), che leggono le sue pagine e gli forniscono consigli di stampo etico e pedagogico utili per la sua crescita. A ciò si aggiungono nove racconti, presentati mensilmente dal maestro di Enrico, che seguono molte delle avventure, spesso dall'esito drammatico, di bambini italiani di varie regioni. Il diario termina con la notazione del trasferimento della famiglia e la perdita degli amici di Enrico, che dovrà frequentare la quarta elementare in un'altra città. A donare unità ai tre filoni, diaristico, epistolare e narrativo, è il costante slancio educativo e moralizzatore dell'opera, che vuole ispirare nei giovani cittadini del Regno l'amore per la patria, il rispetto per l'autorità e per i genitori, lo spirito di sacrificio, l'eroismo, la carità e la pietà per gli umili e gli infelici.

### I racconti mensili
I racconti mensili sono i racconti che il professor Perboni legge alla classe durante l'anno.
- Ottobre: Il piccolo patriota padovano
- Novembre: La piccola vedetta lombarda
- Dicembre: Il piccolo scrivano fiorentino
- Gennaio: Il tamburino sardo
- Febbraio: L'infermiere di Tata
- Marzo: Sangue romagnolo
- Aprile: Valor civile
- Maggio: Dagli Appennini alle Ande
- Giugno: Naufragio

#### Il piccolo patriota padovano

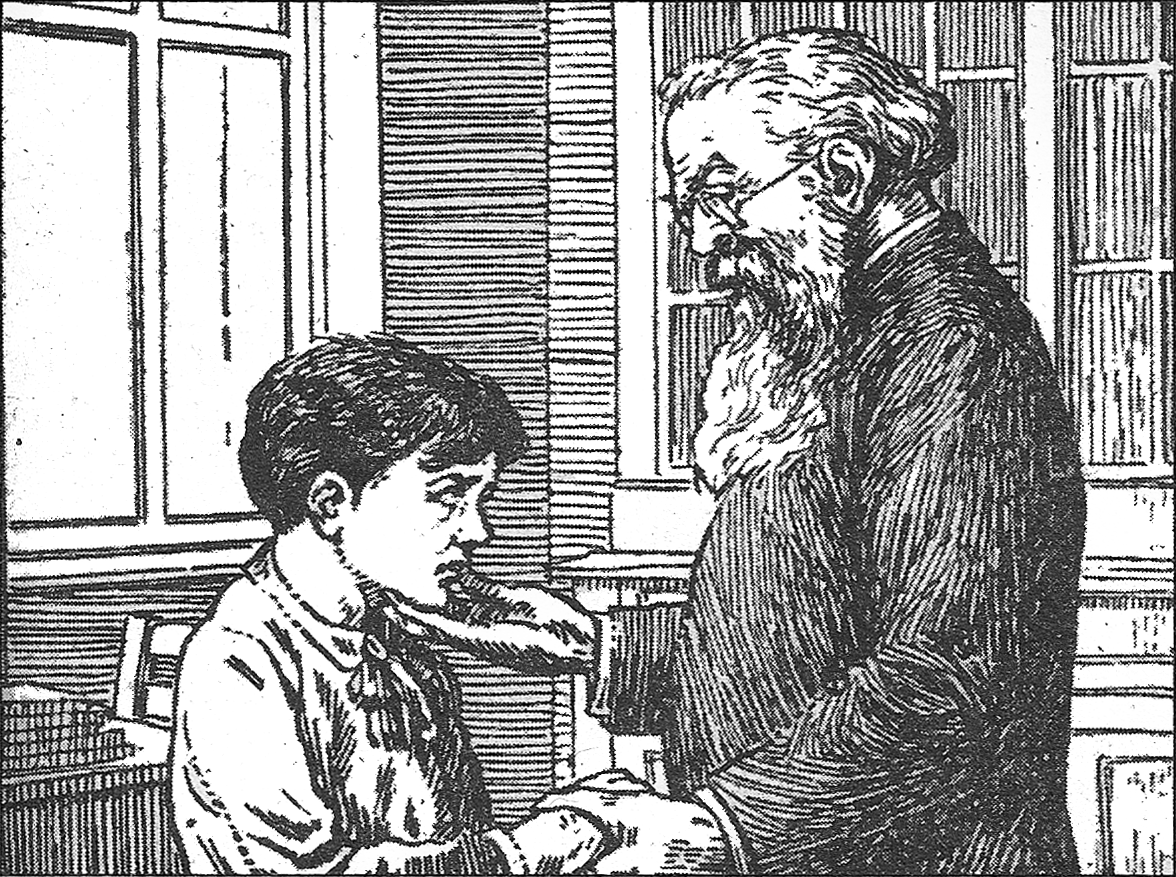
Il mio amico Garrone

Il protagonista è un ragazzo di umili origini, figlio di contadini padovani i quali, volendo risollevarsi dalla miseria, lo vendono a una compagnia di saltimbanchi che lo porta in giro per l'Europa. Riuscito poi a fuggire, s'imbarca su un battello diretto a Genova. Qui conosce tre stranieri, ai quali racconta la sua triste storia. Questi, impietositi, gli offrono delle monete, che egli però restituisce loro sdegnosamente quando li sente criticare con asprezza gli italiani.

#### La piccola vedetta lombarda
Un ufficiale dell'esercito piemontese, temendo d'incontrare austriaci lungo il cammino, chiede al ragazzo di salire su un albero a far da vedetta. Il ragazzo scopre così un drappello di austriaci poco lontano ma, disgraziatamente, anche gli austriaci lo notano iniziando a bersagliarlo coi fucili. Nonostante l'ufficiale gli ordini di scendere, il ragazzo continua l'osservazione del nemico, finché un colpo di fucile non lo ferisce a morte, spirando tra le braccia dell'ufficiale. Un battaglione di bersaglieri sfila in marcia accanto alla salma del ragazzo coperta da un tricolore offrendogli gli onori militari.
Si è avanzata l'ipotesi che il protagonista del racconto fosse identificabile con Giovanni Minoli, un orfano di 12 anni che lavorava come contadino alle dipendenze di una famiglia residente a poche decine di metri dall'albero di cui si parla nel racconto. Secondo Bernini e Salerno, gli eventi risalgono al 20 maggio 1859 nelle campagne di Voghera, nella frazione Campoferro, dove Minoli risulterà essere la prima vittima della famosa Battaglia di Montebello. Contrariamente a quanto riportato nel racconto, il ragazzo non morì subito, ma fu trasportato, ferito, all'ospedale di Voghera dove morì nel dicembre dello stesso anno. I due studiosi si sono basati, nelle loro ricerche, su documentazione presente in archivi di comuni e ospedali, oltre che su atti parlamentari.

#### Il piccolo scrivano fiorentino
Uno scolaro di Firenze, Giulio, vive in una famiglia numerosa e povera. Il padre, per mantenerla, fa l'operaio di giorno e dei lavori straordinari di copisteria di notte. Egli ripone grandi speranze nel figlio e tiene molto al suo profitto scolastico, aspettandosi che, finita la scuola, trovi un buon lavoro che gli consenta di aiutare la famiglia. Giulio, sentendo il padre lamentarsi del lavoro notturno, che non gli garantisce un guadagno adeguato a fronte della sua fatica, si offre di aiutarlo, ma il padre rifiuta perché egli non deve pensare ad altro che alla scuola. Giulio decide allora di aiutarlo di nascosto, mettendosi a scrivere al posto suo quando il padre va a dormire. E così fa, notte dopo notte, e i guadagni del padre aumentano, ma Giulio, a causa della perdita di sonno, studia sempre peggio e il suo rendimento cala. Il padre, ignaro del vero motivo della sua svogliatezza, lo rimprovera, fino alla notte in cui, risvegliandosi casualmente, lo trova intento a scrivere al posto suo: commosso, lo abbraccia chiedendogli perdono per i rimproveri immeritati e lo manda a dormire.

#### Il tamburino sardo
Un piccolo reparto di soldati piemontesi, durante la prima guerra d'Indipendenza nel 1848, incalzato dagli austriaci, si rifugia in un casolare. Gli austriaci lo cingono d'assedio e il capitano piemontese ordina a un tamburino quattordicenne di calarsi dal retro della casa, non esposto alla vista degli austriaci, e correre per chiedere soccorso a uno squadrone di carabinieri a cavallo lì vicino. Il tamburino allora scende e inizia a correre per i campi, cade e incespica perché è stato colpito dagli austriaci, ma si rialza subito zoppicando e continua a correre. Purtroppo, poco dopo cade di nuovo e al capitano che da lontano l'osserva sembra sieda per riposare. A quel punto, i soldati nemici sono vicinissimi e i piemontesi stanno per arrendersi, quando arrivano finalmente i rinforzi che respingono il nemico. La storia si conclude con l'arrivo del capitano in ospedale: lì egli trova il tamburino, cui i medici hanno dovuto amputare la gamba a causa della ferita e degli sforzi a cui l'ha sottoposta per raggiungere i rinforzi.

#### L'infermiere di Tata
Ciccillo, un ragazzo campano, viene mandato dalla madre in un ospedale di Napoli per vegliare sul padre malato. Il giovane chiede informazioni sul suo "tata", ovvero su suo padre, e i medici lo mandano al capezzale di un moribondo. Di lui, Ciccillo si occupa amorevolmente e piange calde lacrime quando apprende il responso medico sulle sue condizioni di salute. Quando ormai ha perso ogni speranza, il piccolo sente la voce di un uomo che saluta la suora congedandosi. Un urlo gli si strozza in gola: a quella voce, egli ha riconosciuto il suo vero padre. I due si abbracciano, ma Ciccillo non ha cuore di lasciar solo l'altro "tata" negli ultimi attimi della sua vita: così lo assiste ancora per una notte e lo vede spirare. Solo allora il ragazzo torna a casa sollevato, ma al contempo triste.

#### Sangue romagnolo
Un ragazzo romagnolo, Ferruccio, una sera torna a casa più malandato del solito perché ha passato un pomeriggio con i suoi amici. Ad aspettarlo, trova solo la sua anziana nonna, perché gli altri familiari sono partiti e non torneranno prima della mattina successiva. La nonna lo rimprovera dicendogli che con il suo comportamento la farà morire di dispiacere; lei gli ha sempre voluto bene, ma non sa se il nipote provi affetto per lei, specie da quando frequenta certe cattive compagnie. Ferruccio, che è di buon cuore, si commuove alle parole della nonna. All'improvviso nella stanza piombano due banditi e uno di essi afferra per il collo la nonna, mentre l'altro chiede a Ferruccio dove il padre tiene i soldi. Il giovane indica il luogo e i malviventi li lasciano soli mentre frugano nei mobili. I due tirano un sospiro di sollievo, ma nella fuga, a un malvivente cade il cappuccio e la nonna riconosce in lui un ladruncolo del quartiere. A questo punto il malfattore prende un pugnale e prova a colpire la nonna; Ferruccio si para a protezione della nonna e riceve lui il colpo mortale. I due banditi fuggono e poco prima di morire il giovane mostra la ferita alla nonna.

#### Valor civile
Un ragazzino, timido e riservato figlio di un muratore, rischia la sua vita per salvare quella di un coetaneo che sta annegando nel fiume Po. Venuto a conoscenza del gesto il Sindaco del paese decide di premiarlo con una medaglia al valor civile. Il racconto si sofferma proprio sulla cerimonia, con il Sindaco che fa un discorso sentito prima di appuntare la medaglia al petto del ragazzo e la banda che suona. Proprio in quel momento dal pubblico si fa largo il coetaneo che è stato salvato, che corre grato fra le braccia del ragazzo. La folla festante non cessa di acclamare il ragazzino.

#### Dagli Appennini alle Ande

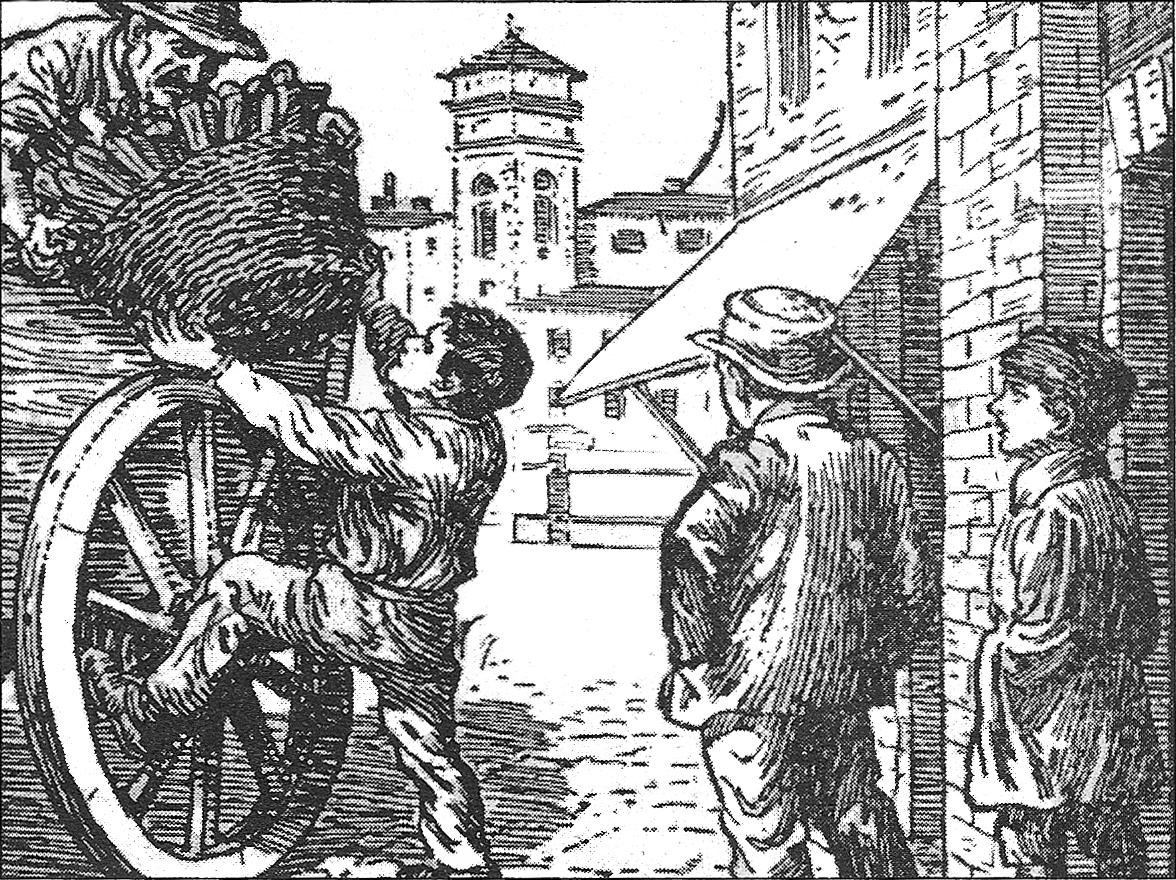
Il mio compagno Coretti

Marco, da Genova, s'imbarca alla volta di Buenos Aires per raggiungere sua madre, emigrata in Argentina per lavoro. La madre, ammalata, rifiuta di farsi curare; nel frattempo Marco compie un viaggio lungo e apparentemente senza speranza, sulle tracce dei vari spostamenti della famiglia presso cui sua madre è a servizio; da Buenos Aires Marco si sposta verso l'interno fino ai piedi delle Ande. Dopo numerose peripezie, stanco, affamato, senza soldi, ottiene un passaggio da una carovana, che però lo lascia a metà strada; continua a piedi il viaggio per giorni fino a raggiungere il luogo, la zona di San Miguel de Tucumán, dove vive la madre le cui condizioni di salute sono nel frattempo peggiorate. Quando però scopre di essere stata raggiunta dal figlio, decide di sottoporsi all'operazione chirurgica che le salva la vita. Dal racconto sono stati tratti diversi film e una serie televisiva anime dal titolo Marco; questo è il racconto del libro che è il più adattato.

#### Naufragio
Su un bastimento carico di emigranti diretto da Liverpool a Malta, s'incontrano due ragazzi italiani: Mario, dodicenne palermitano orfano del padre operaio, che torna da lontani parenti in Sicilia; e Giulietta, napoletana, che va a ricongiungersi alla famiglia dopo la morte della zia con cui viveva a Londra. Nel giro di poche ore il tempo, che era già grigio, degenera in una spaventosa burrasca: il bastimento ben presto va alla deriva e comincia ad imbarcare acqua, i tentativi di abbandonarlo con le scialuppe sono vani, e passeggeri ed equipaggio cedono al panico totale. Sull'ultima scialuppa che si sta calando in mare, Mario, che è solo al mondo, cede l'unico posto disponibile a Giulietta che ha ancora una famiglia che la ama, e rimane sul bastimento che affonda pochi istanti dopo.

## Personaggi principali
- Enrico Bottini, il narrante e il protagonista della storia: è un personaggio senza alcuna "caratteristica" particolare, che non parla quasi mai del suo profitto scolastico. Dal testo s'intuisce che è un allievo nella media, senza acuti ed entusiasmo particolare per lo studio; alla fine, quando vengono dati i risultati dell'anno, non si cita tra i promossi, anche se la mancanza di commenti da parte sua e dei suoi genitori lo lascia capire.
- I genitori di Enrico, il padre si chiama Alberto ed è ingegnere come il nonno; della madre non viene specificato il nome; le scrivono delle lettere.
- Silvia Bottini, la sorella maggiore di Enrico.
- (Nino?) Bottini, il fratello minore di Enrico.
- Garrone, quattordicenne, lo studente enorme di statura e buono d'animo che difende i più deboli, definito "anima nobile" dal maestro quando si assume una colpa che non è sua. Verso la fine del libro sarà protagonista di una tragedia, la morte della madre.
- Antonio Rabucco (il Muratorino), di otto anni, figlio di un muratore e famoso per saper fare il "muso di lepre". Lui, Derossi, Nobis e Crossi sono gli unici compagni dei quali vengono citati anche i nomi di battesimo.
- Ernesto Derossi, di dodici anni, il più bravo e più bello della classe, è un vero portento ma parte della sua gentilezza può derivare anche dal fatto che è lieto, non ha preoccupazioni finanziarie in quanto di famiglia ricca.
- Franti, il cattivo, proveniente da una famiglia del sottoproletariato, che trema davanti ai ragazzi più grandi e se la prende con quelli più deboli di lui; alla fine viene prima espulso dalla scuola e poi mandato in prigione dopo una rissa con Stardi. Nella versione anime lo hanno fatto redimere.
- Stardi, piccolo e tozzo: considerato inizialmente duro di comprendonio, supererà le sue difficoltà grazie all'enorme impegno nello studio, che ne farà a fine anno uno dei migliori della classe. Ha una sorella più piccola alla quale vuole un gran bene, sentimento che si vedrà quando la difenderà da Franti, scatenando una rissa che finirà con la vittoria di Stardi.
- Carlo Nobis, figlio di papà, superbo e arrogante, inizialmente invidioso di Derossi.
- Coretti, figlio di un veterano delle guerre d'indipendenza che ha partecipato insieme al nuovo re d'Italia Umberto I al quadrato di Custoza, ora rivenditore di legna, orgoglioso di aver potuto stringere la mano del Re che passava in carrozza.
- Luigi Crossi, figlio di un'erbivendola, con un braccio paralizzato. Tutti, a cominciare da lui, credono che suo padre sia scappato in America. Tuttavia, Enrico e Derossi, sulla base di forti indizi, sospettano che il genitore abbia trascorso in carceri italiane tutto il periodo di assenza. Alcuni atteggiamenti e discorsi di quest'ultimo suggeriscono la correttezza di questa tesi.
- Coraci (il Ragazzo Calabrese) immigrato da Reggio Calabria e frequentante da pochi giorni dell'inizio dell'anno scolastico; il cognome è citato poche volte nel testo e sempre dai maestri; il protagonista lo cita sempre come il Calabrese.
- Giulio Robetti, il figlio di un capitano d'artiglieria, viene presentato come un eroe per aver salvato un bambino da un omnibus rischiando la propria vita; purtroppo per lui, durante il salvataggio una ruota gli passa sopra un piede fratturandoglielo.
- Pietro Precossi, il figlio di un fabbro ferraio dapprima alcolizzato e violento, che si disintossica quando scopre che il figlio ha vinto un premio scolastico.
- Votini, il figlio di un ricco, profondamente vanesio ma dotato di umanità e bontà come confessa lo stesso protagonista.
- Garoffi, con il naso a becco di civetta, definito "sempre a trafficare" e continuamente impegnato in compravendite di vario tipo.
- Nelli, uno dei più piccoli, è figlio di una signora piccola e bionda molto protettiva. È preso in giro da altri bambini perché è gobbo, per questo motivo Garrone lo prende sotto la sua ala protettrice.
- Betti, figlio di un carbonaio. Per la sua condizione di povertà è oggetto di prese in giro da parte di Carlo Nobis: sarà lo stesso padre di Nobis a dare una lezione al figlio e chiedere che i due siedano vicino, in quella che il maestro definirà "la più bella lezione dell'anno".
- il maestro Perboni; la sua è una figura triste, che il primo giorno di scuola dice ai ragazzi: "Io non ho famiglia. La mia famiglia siete voi. Avevo ancora mia madre l'anno scorso: mi è morta. Son rimasto solo. Non ho più che voi al mondo, non ho più altro affetto, altro pensiero che voi. Voi dovete essere i miei figliuoli". Come accennato, definisce un'"anima nobile" l'alunno Garrone, al quale l'accomuna anche la perdita della madre.
- la Maestrina dalla Penna Rossa, così chiamata per la piuma rossa che porta sul cappello, è probabilmente l'unico personaggio del romanzo dietro cui, secondo varie fonti, bisogna riconoscere una figura storica, forse la maestra elementare Giuseppina Eugenia Barruero[7] (1860-1957, sepolta al cimitero monumentale di Torino), la quale visse a Torino presso largo Montebello, 38, dove oggi una piccola targa la ricorda.
- la maestra della prima superiore, è stata la maestra di Enrico nella prima superiore: muore sei capitoli prima della fine del libro, a giugno.
- la maestra Delcati, è la maestra del fratello di Enrico.

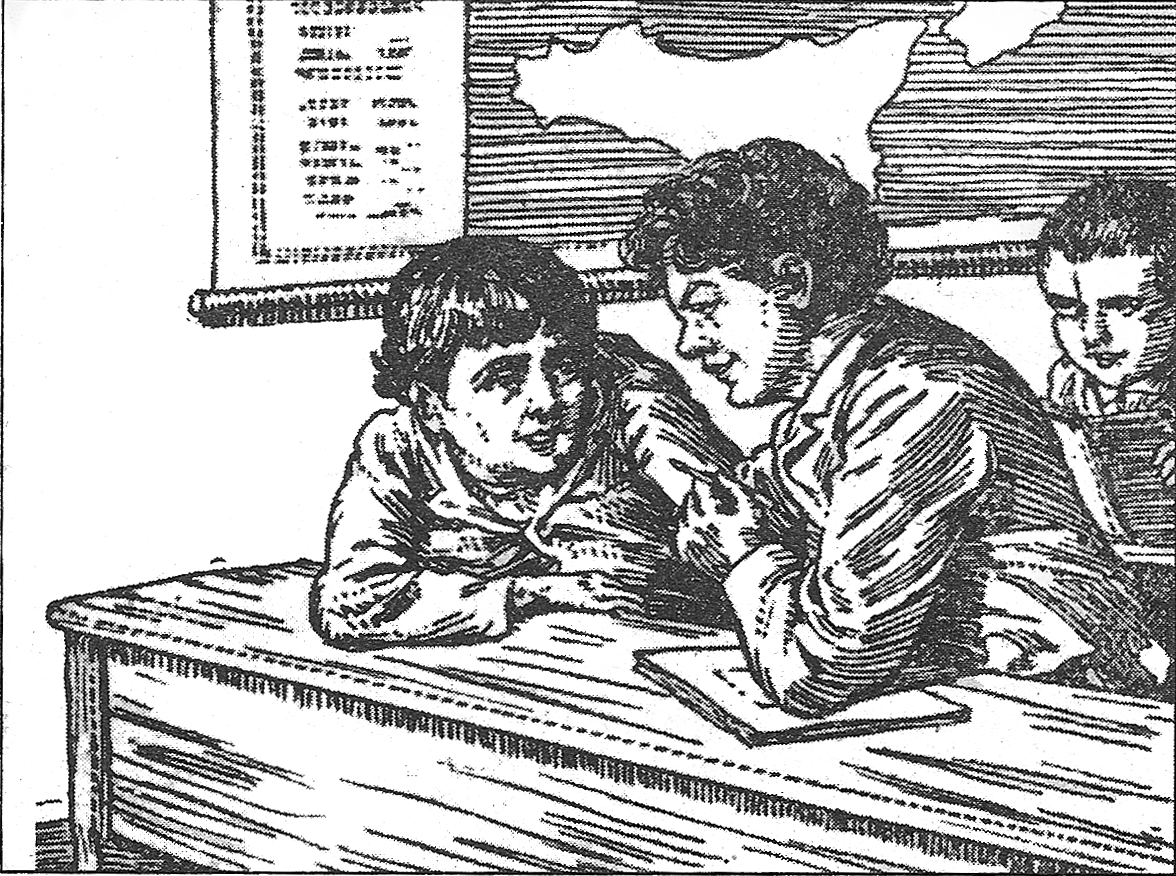
Il protettore di Nelli

## Temi
Fra i maggiori libri italiani del periodo con intenti pedagogici, è un'opera che si inserisce nel contesto del Risorgimento italiano, di cui cerca di trasmettere i valori in vista di un'unificazione culturale dopo la raggiunta unità politica, attraverso un sentimento di comune appartenenza nazionale.
Basandosi su una sorta di religione civile è stato definito un romanzo laico, anche perché contiene il minor numero di riferimenti alla storia sacra del cattolicesimo, ai sacramenti, alle festività cristiane. Nella lettera della madre, intitolata Speranza, si parla di Dio e di «un'altra vita, dove chi ha molto sofferto in questa sarà compensato, dove chi ha molto amato sulla terra ritroverà le anime che ha amate, in un mondo senza colpe, senza pianto e senza morte». E si aggiunge: «Noi dobbiamo rendercene degni tutti, di quell'altra vita». 
L'amore per la patria è uno dei temi fondamentali: patria è l'ideale supremo e la patria è impersonata dal regio esercito e dal monarca. Accanto a questo motivo, si affaccia l'organizzazione umanitaria, la carità organizzata nei vari istituti di beneficenza. Il sentimento è ben presente nell'esaltazione dei forti e sani affetti familiari: la famiglia è il nucleo essenziale della società. Quanto poi alle relazioni sociali, l'autore è favorevole alle relazioni affettuose fra ceti diversi, ma l'eroe e i suoi pari non si dimenticano mai di essere signori, sia pure benevoli, diversi dal popolo: "signori, donne del popolo, operai, ufficiali, nonne, serve", sta scritto sulla prima pagina del libro con distinzione evidente. L'opera si caratterizza per gli aspetti di umanitarismo paternalista e di patetismo e i personaggi sono emblematici: oltre al maestro, modello esemplare delle virtù dell'insegnamento, e al personaggio principale - Enrico Bottini -, sono presenti l'aristocratico superbo, il primo della classe bello e intelligente, lo sgobbone, i figli del carbonaio, del muratore, dell'erbivendola e un piccolo delinquente, Franti, il modello negativo per eccellenza che è descritto con il fine moralistico di suscitare la condanna da parte del lettore.

## Contesto storico
L'organizzazione della scuola descritta deriva dalla Legge Casati del 1859 e dalla successiva Legge Coppino del 1877, che prevedeva una scuola primaria elementare divisa in due cicli (inferiore e superiore) di due anni ciascuno. Il proseguimento nella scuola secondaria prevedeva cinque anni di Ginnasio seguiti da tre anni di Liceo. Enrico segue la terza elementare, prima classe elementare superiore, dopo aver seguito due classi elementari inferiori; l'anno successivo sarebbe stato l'ultimo anno delle elementari, a cui sarebbe seguito il ginnasio.
In base a quest'organizzazione, e tenendo presente che l'età di frequenza tipica per la classe terza avrebbe dovuto essere di otto-nove anni, la composizione della classe per l'età dei ragazzi presenta una difficoltà interpretativa ed una contraddizione interna: «Da notare la composizione ibrida della classe per l'età dei ragazzi che sta a testimoniare l'irregolarità della presenza e della frequenza scolastica in quegli anni (Nota: Enrico ha 11 anni, Derossi e Stardi 12, Garrone addirittura 14, mentre Rabucco, il "muratorino" poco più di otto. Qualcosa non torna, dato che il muratorino dimostra una precocità che sembra ingiustificata, così come non si capisce bene perché Enrico faccia ancora la quarta, classe in cui avrebbe dovuto avere al massimo nove anni. Così gli altri)».

## Critica
(Giovanni Pascoli)
 Criticando il fine moralistico del personaggio di Franti, Umberto Eco scriveva:
(Umberto Eco, Elogio di Franti)
(Benedetto Croce)
(Indro Montanelli)

## Opere derivate

### Narrativa
- Il libro ebbe molte imitazioni, tra cui Piccoli eroi di Cordelia, e una sorta di continuazione nel meno noto Testa del suo amico Paolo Mantegazza.
- Umberto Eco, nel suo Diario minimo (1961), dà un'interpretazione ironica e dissacrante del romanzo di de Amicis, dal titolo "Elogio di Franti". Per Eco il protagonista Enrico rappresenta l'Italia mediocre e perbenista destinata ad assoggettarsi al Fascismo, mentre il "malvagio" Franti, col suo riso sarcastico, rappresenta la sovversione dell'ordine sociale vigente.
- Il romanzo è stato oggetto di parodia da parte del comico e scrittore Giobbe Covatta, che nel 1993 pubblicò presso l'editrice Salani il libro Pancreas - Trapianto del libro Cuore. Altra parodia è invece quella dell'autore satirico Federico Maria Sardelli, dal titolo Il Libro Cuore (forse).
- Una reinterpretazione di Gino & Michele (Luigi Vignali e Michele Mozzati) con pagine di parodia alternate da citazioni letterali (ma con finale a sorpresa) è stata pubblicata da Savelli, nel 1978, con il titolo Rosso un Cuore in petto c'è fiorito.
- Nel 1993, Gino & Michele scrivono Il pianeta dei Bauscia, in cui alcuni esponenti della Lega prendono il posto dei personaggi del libro Cuore (Umberto Bossi al posto di Franti, il piccolo scrivano Formentino...)
- Nel 1993 Filippo Scòzzari scrisse la rivisitazione comica Cuore di Edmondo, testo teatrale andato in scena su molte piazze italiane per 52 repliche, per la regia di Gigi Dall'Aglio; a stagione e tour conclusi, Scòzzari riscrisse il copione, trasformandolo nell'omonimo libro, edito dalla Granata Press di Bologna.
- Una particolare realizzazione trasgressiva e grottesca del romanzo Cuore in chiave musicale è stata realizzata dal compositore Fabrizio De Rossi Re, a Roma per l'Estate Romana (I concerti nel parco) nel 2003 su libretto di Francesca Angeli e interpretata dall'attrice Paola Cortellesi. L'opera di teatro musicale edita da RAI TRADE si intitola Musica senza Cuore.
- Una curiosa esplorazione ipotetica delle vicende dell'età adulta dei personaggi principali, intrecciate con la vita di Cesare Lombroso, è stata realizzata nella storia a fumetti Il cuore di Lombroso, di Davide Barzi e Francesco De Stena, comparsa nella collana Le storie della Sergio Bonelli Editore.
- Altra rivisitazione in chiave femminile è stata creata dalla scrittrice Bianca Pitzorno nel suo romanzo Ascolta il mio cuore con conseguenti racconti mensili.

### Filmografia
- Cuore (1915-1916), serial cinematografico comprendente i nove "racconti mensili", diretti da Vittorio Rossi Pianelli, Leopoldo Carlucci e Umberto Paradisi.
- Cuore (1948), film per la regia di Duilio Coletti, prima riduzione integrale del romanzo incentrata sulle vicende del maestro Perboni (interpretato da Vittorio De Sica) e della sua classe.
- Cuore (1973), film di Romano Scavolini, presenta 4 dei 9 "racconti mensili" (La piccola vedetta lombarda, Il tamburino sardo, L'infermiere di Tata, Sangue romagnolo)
- Cuore (Kuore ai no gakkō, 1979), episodi 116-119 dell'anime Le più belle favole del mondo (Manga sekai mukashi banashi, 1976-1979)
- Cuore (Ai no gakkō Cuore monogatari, 1981), anime di 26 episodi della Nippon Animation.
- Cuore (1984), sceneggiato televisivo prodotto dalla Rai per la regia di Luigi Comencini, include cinque riadattamenti dei "racconti mensili" (Il piccolo scrivano fiorentino, Il tamburino sardo, L'infermiere di Tata, Sangue romagnolo, Dagli Appennini alle Ande), tutti presentati a loro volta come cortometraggi.
- Cuore (2001), miniserie televisiva prodotta da Canale 5, diretta da Maurizio Zaccaro e interpretata da Giulio Scarpati e Anna Valle (include anche alcuni dei "racconti mensili").

### Singoli episodi dal libroCuore

#### 1. Il piccolo patriota padovano
- Il piccolo patriota padovano - film (Italia, 1915), diretto da Leopoldo Carlucci, con Ermanno Roveri.[13] Primo episodio del serial cinematografico Cuore (1915-1916).

#### 2. La piccola vedetta lombarda
- La piccola vedetta lombarda - film (Italia, 1915), diretto da Vittorio Rossi Pianelli, con Luigi Petrungaro.[14] Secondo episodio del serial cinematografico Cuore (1915-1916).
- La piccola vedetta lombarda - episodio del film Cuore (Italia, 1973), diretto da Romano Scavolini, con Guerrino Casamonica.

#### 3. Il piccolo scrivano fiorentino
- Il piccolo scrivano fiorentino - film (Italia, 1915), diretto da Leopoldo Carlucci, con Ermanno Roveri.[15] Terzo episodio del serial cinematografico Cuore (1915-1916).
- Il piccolo scrivano fiorentino - episodio della miniserie televisiva Cuore (Italia, 1984), diretta da Luigi Comencini, con Dario Ceccuti.

#### 4. Il tamburino sardo
- Il tamburino sardo - film (Italia, 1911), diretto da Umberto Paradisi.[16]
- Il tamburino sardo - film (Italia, 1915), diretto da Vittorio Rossi Pianelli, con Luigi Petrungaro (il tamburino).[17] Quarto episodio del serial cinematografico Cuore (1915-1916).
- Il tamburino sardo - episodio del film Altri tempi - Zibaldone n. 1 (Italia, 1952), diretto da Alessandro Blasetti, con Enzo Cerusico (il tamburino).[18]
- Il tamburino sardo - episodio del film Cuore (Italia, 1973), diretto da Romano Scavolini, con Renato Cestiè (il tamburino).
- Il tamburino sardo - episodio della miniserie televisiva Cuore (Italia, 1984), diretta da Luigi Comencini, con Matteo Pellarin (il tamburino).[19]
- Il tamburino sardo - episodio della miniserie televisiva Cuore (Italia, 2001), diretta da Maurizio Zaccaro, con Luca Bardella (Franti, il tamburino).[19]

#### 5. L'infermiere di Tata
- L'infermiere di Tata - film (Italia, 1916), diretto da Leopoldo Carlucci, con Luigi Petrungaro (Ciccillo).[20] Quinto episodio del serial cinematografico Cuore (1915-1916).
- L'infermiere di Tata - episodio del film Cuore (Italia, 1973), diretto da Romano Scavolini, con Domenico Santoro (Ciccillo).
- Lo scugnizzo infermiere - episodio dell'anime Le più belle favole del mondo (Giappone, 1976-1979).
- L'infermiere di Tata - episodio della miniserie televisiva Cuore (Italia, 1984), diretta da Luigi Comencini, con Francesco Bonini.

#### 6. Sangue romagnolo
- Sangue romagnolo - short film (Italia, 1916), diretto da Leopoldo Carlucci, con Luigi Petrungaro (Ferruccio).[21] Sesto episodio del serial cinematografico Cuore (1915-1916).
- Sangue romagnolo - episodio del film Cuore (Italia, 1973), diretto da Romano Scavolini, con Duilio Cruciani (Ferruccio).
- Sangue romagnolo - episodio della miniserie televisiva Cuore (Italia, 1984), diretta da Luigi Comencini.
- Sangue romagnolo - episodio della miniserie televisiva Cuore (Italia, 2001), diretta da Maurizio Zaccaro -- L'episodio qui diventa parte della vita "reale" dei ragazzi, essendone protagonista Franti (Luca Bardella), che però risulta solo ferito dalla coltellata.

#### 7. Valor civile
- Valor civile - film (Italia, 1916), diretto da Umberto Paradisi, con Ermanno Roveri.[22] Settimo episodio del serial cinematografico Cuore (1915-1916).

#### 8. Dagli Appennini alle Ande
- Dagli Appennini alle Ande - film (Italia, 1916), diretto da Umberto Paradisi, con Ermanno Roveri (Marco).[23] Ottavo episodio del serial cinematografico Cuore (1915-1916).
- Dagli Appennini alle Ande - film (Italia, 1943), diretto da Flavio Calzavara, con Cesare Barbetti (Marco).[24]
- Dagli Appennini alle Ande - film (Italia-Argentina, 1959), diretto da Folco Quilici, con Marco Paoletti (Marco).[25]
- Marco (Haha o tazunete sanzen ri, Giappone, 1976), anime in 52 puntate facente parte del progetto World Masterpiece Theater, prodotto da Nippon Animation.
- Dagli Appennini alle Ande - episodio della miniserie televisiva Cuore (Italia, 1984), diretta da Luigi Comencini, con Damiano Ruggeri.
- Haha wo tazunete sanzenri - episodio della serie anime Funky Fables (Giappone, 1989).
- Dagli Appennini alle Ande - miniserie TV (Italia, 1990), diretta da Pino Passalacqua, con Umberto Caglini (Marco).[26]
- Marco: Haha o tazunete sanzen ri - film (Giappone, 1999), remake cinematografico della serie Marco, sempre prodotto da Nippon Animation.
- Marco - miniserie TV (Spagna, 2011-12), diretta da Félix Viscarret, con Sergi Méndez (Marco).[27]

#### 9. Naufragio
- Naufragio - film (Italia, 1916), diretto da Umberto Paradisi, con Ermanno Roveri. Nono e ultimo episodio del serial cinematografico Cuore (1915-1916).
- Il naufragio - episodio dell'anime Le più belle favole del mondo (Giappone, 1976-1979).